# Ono Sindzsi
Ono Sindzsi (Numazu, 1979. szeptember 27. –) japán válogatott labdarúgó.
A japán válogatott tagjaként részt vett az 1998-as, a 2002-es és a 2006-os világbajnokságon.

## Pályafutása

### Klubcsapatban
Ono a Sizuoka prefektúrában nőtt fel, és 1998-ban az Urawa Red Diamondsban kezdte pályafutását. Ugyanebben az évben ő lett a legfiatalabb japán játékos, aki pályára lépett az 1998-as világbajnokságon. 2001-ben a holland Feyenoordhoz igazolt. 2002-ben UEFA-kupát nyert a rotterdami klub játékosaként. Az ezt követő időszakban több sérülés is hátráltatta, majd miután a 2004-05-ös szezon nagy részét is ki kellett hagynia, a klub eladta.
2006. január 13-án Ono visszatért az Urawához.
Két év múlva visszatért Európába, a német Bochum játékosa lett. 2008. február 3-án mutatkozott be a Bundesligában. A következő két évben csak 34 tétmérkőzést tudott játszani sérülései miatt, majd a 2009-10-es idény téli szünetében kérte szerződése felbontását, hogy visszatérhessen hazájába.
2010. január 9-én a Shimizu S-Pulse igazolta le. Egy interjúban később úgy nyilatkozott, hogy legfőképpen az otthon élő felesége és gyermeke miatt szeretett volna hazatérni Japánba.
2012. szeptember 28-án kétéves szerződést írt alá az ausztrál Western Sydney Wanderershez, akik a német Michael Ballack helyett szerződtették. Október 6-án debütált a Wanderersben, az új idény első fordulójában. Első gólját a 10. fordulóban büntetőből szerezte a Brisbane Roar ellen.  2014. január 16-án a klub bejelentette, hogy az Ono visszatér hazájába. 2014. május 4-én játszotta utolsó ausztrál bajnokiját. A másodosztályú Consadole Sapporo játékosa lett, akikkel feljutott az élvonalba.

### A válogatottban
1998. április 1-jén mutatkozott be a japán válogatottban. Az 1998-as világbajnokságon való szereplés után részt vett a 2002-es és a 2006-os világbajnokságon is. Pályára lépett a 2004-es athéni olimpián is.

## Statisztika
| Japán válogatott | Japán válogatott | Japán válogatott |
| Időszak          | Mérk.            | gól              |
| ---------------- | ---------------- | ---------------- |
| 1998             | 3                | 0                |
| 1999             | 0                | 0                |
| 2000             | 12               | 1                |
| 2001             | 9                | 1                |
| 2002             | 8                | 1                |
| 2003             | 5                | 0                |
| 2004             | 7                | 2                |
| 2005             | 2                | 0                |
| 2006             | 9                | 1                |
| 2007             | 0                | 0                |
| 2008             | 1                | 0                |
| Összesen         | 56               | 6                |